# Philipp Spitta (Musikwissenschaftler)

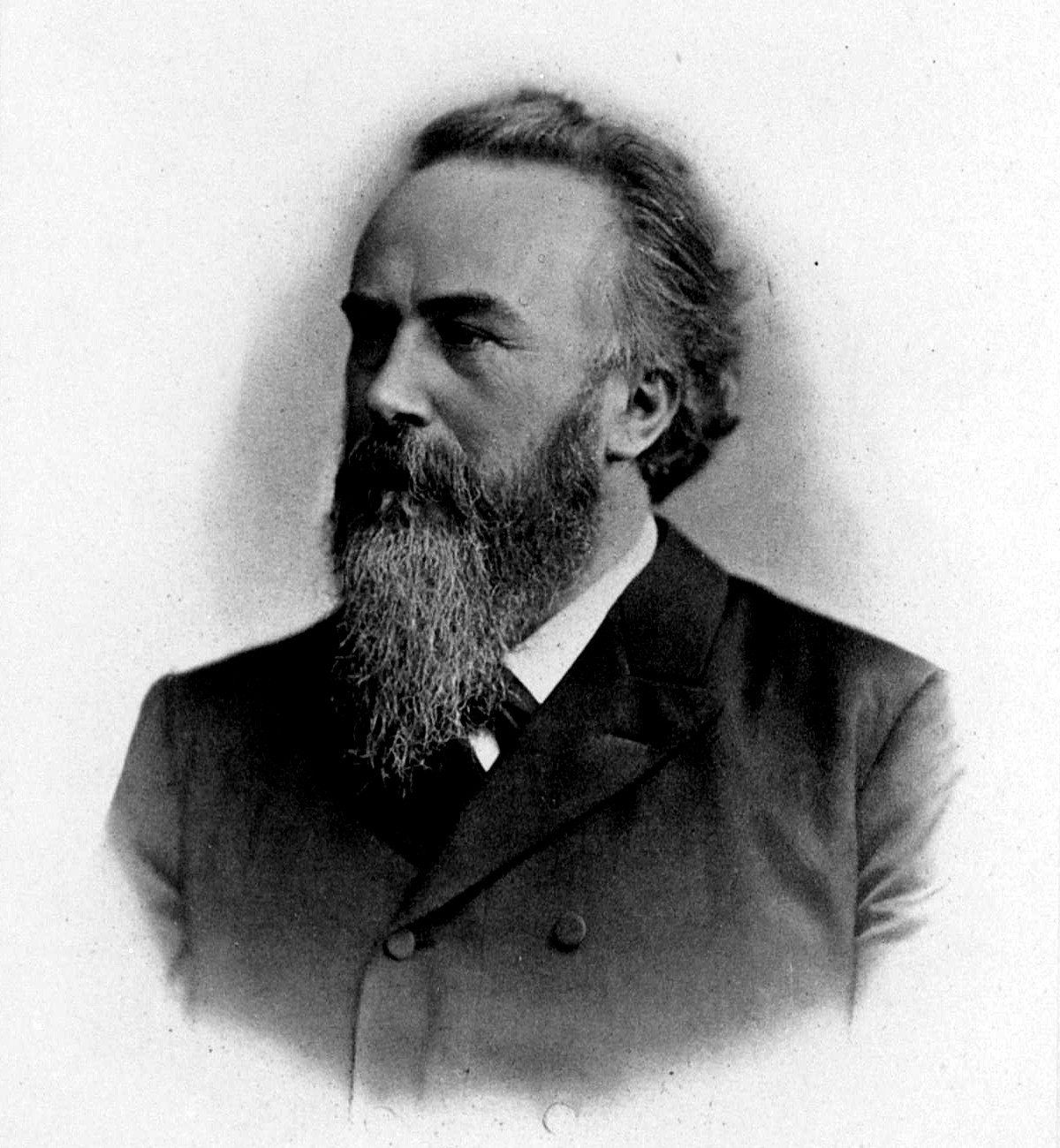
Philipp Spitta

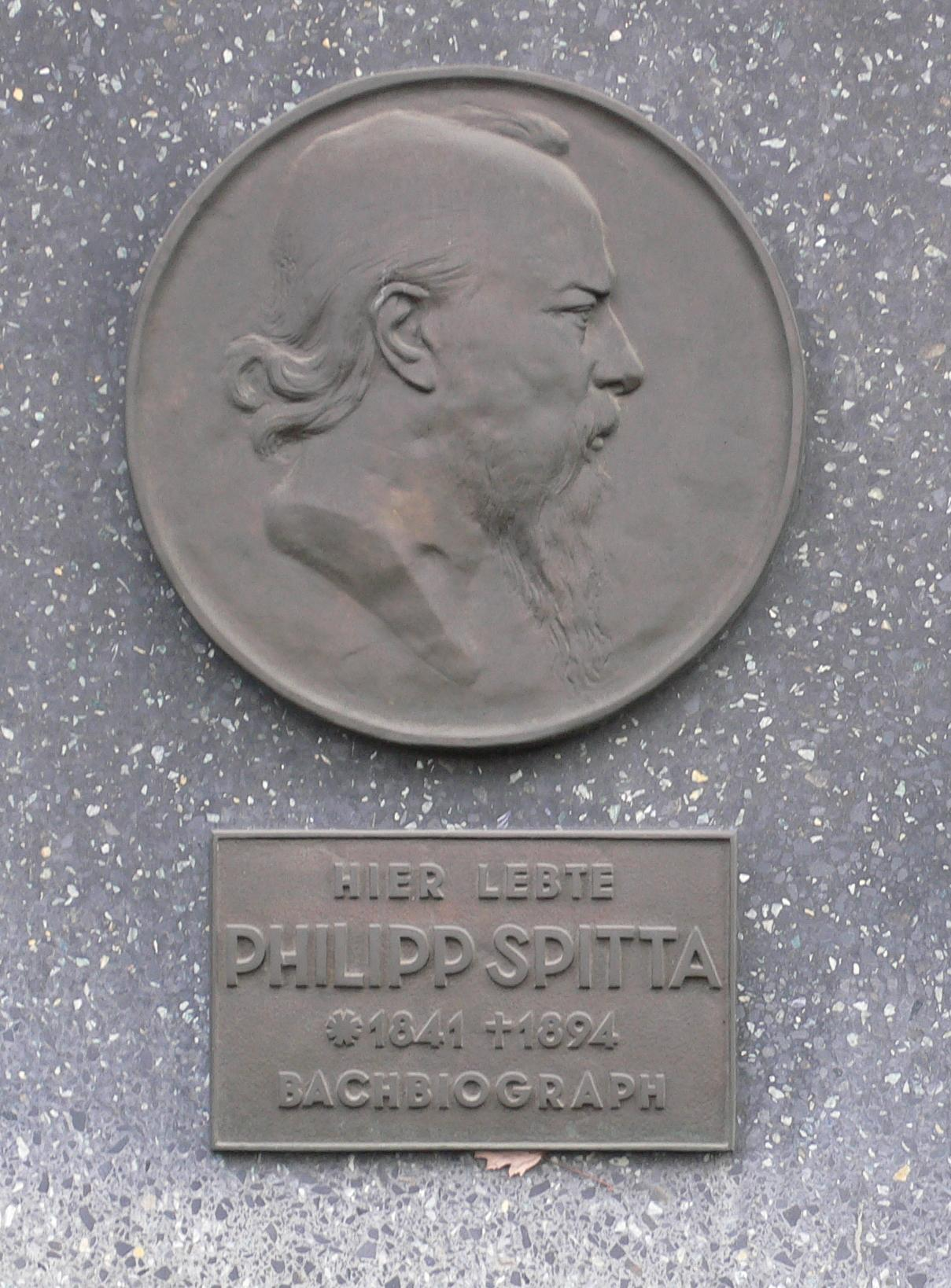
Gedenktafel in Berlin-Tiergarten

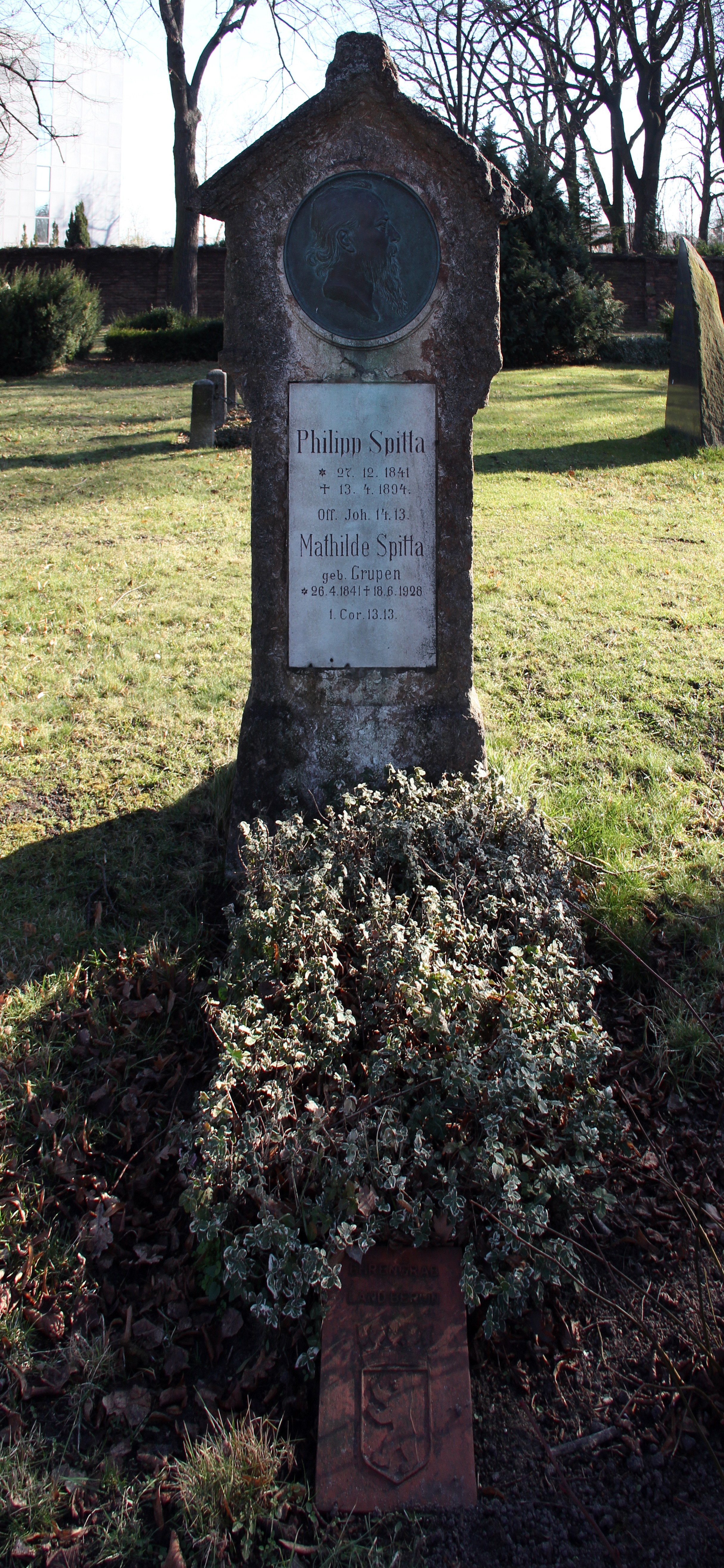
Ehrengrab, Werdauer Weg 5, in Berlin-Schöneberg

Julius August Philipp Spitta (* 27. Dezember 1841 in Wechold bei Hoya, heute Hilgermissen; † 13. April 1894 in Berlin) war Musikwissenschaftler und Bachbiograph.

## Leben
Philipp Spitta war ein Sohn des Theologen und Dichters Philipp Spitta und der Johanna Maria Hotzen; sein jüngerer Bruder war der Theologe Friedrich Spitta. Nachdem Philipp Spitta anfangs von Hauslehrern unterrichtet worden war, bezog er 1856 das Lyceum in Hannover. Zwei Jahre später wechselte er an das Gymnasium in Celle, wo er im Frühjahr 1860 das Abitur ablegte. Am 20. April 1860 immatrikulierte er sich, dem Wunsch seiner Eltern entsprechend, als studiosus theologiae an der Georg-August-Universität Göttingen. Er besuchte aber vom ersten Semester an ausschließlich Vorlesungen der Philosophischen Fakultät. Mit Beginn des Sommersemesters 1861 wechselte er formell zur Klassischen Philologie.
Bald nach seiner Ankunft in Göttingen begann Spitta private Beziehungen zu knüpfen, besonders solche, die ihm Zugang zum Göttinger Musikleben eröffneten. Eine der frühesten Bekanntschaften war die mit Julius Otto Grimm, über den er auch die Bekanntschaft zu Hermann Sauppe und dem Göttinger Gynäkologen Eduard von Siebold machte, dessen Tochter Agathe von Siebold in näherer Bekanntschaft zu Johannes Brahms stand. Durch sein Engagement und seinen Sachverstand in musikalischen Fragen erlangte Spitta in der Folgezeit in Göttingen eine gewisse Anerkennung. Er wurde im September 1861 Mitglied und Dirigent des „Studenten-Gesangvereins der Georgia-Augusta“ (heute „Studentische Musikvereinigung Blaue Sänger Göttingen“ im SV) und trat mit diesem in der folgenden Zeit mehrfach erfolgreich auf. Das Amt des Dirigenten gab er zum Jahresende 1863 auf, um sich für sein Examen im Jahre 1864 vorzubereiten. Er blieb dem Verein aber als Alter Herr bis zu seinem Tode verbunden. Sein Studium schloss er am 23. Juli 1864 in Göttingen mit einer Dissertation über den Satzbau bei Tacitus (De Taciti in componendis enuntiatis ratione. Pars prior.) ab.
Im August 1864 siedelte Spitta nach Reval (Estland) über, um den Dienst als Oberlehrer für Griechisch und Latein an der dortigen Ritter- und Domschule anzutreten. Von dort wiederholte er in einem Brief an Sauppe den schon früher geäußerten Wunsch, in Göttingen noch das hannoversche Oberlehrer-Staatsexamen abzulegen, um – wie er schrieb – „für alle Fälle einen gesicherten Boden zu gewinnen“, was Anfang Januar 1865 geschah. 1865 heiratete er in Göttingen Mathilde Grupen (1841–1928). Sie bekamen die beiden Kinder Marie Elisabeth (1866–1896) und Oscar (1870–1950; später Medizin-Professor in Berlin).
Aus Reval ließ er sich 1867 als Oberlehrer an das Gymnasium von Sondershausen versetzen.
Bereits in Reval hatte er mit ausgiebigen Forschungen zum Leben und Wirken von Johann Sebastian Bach begonnen, deren Ergebnisse er 1873 im ersten Band seiner Bach-Biographie darlegte. Diese erhob „den bisher Unbekannten mit einem Schlage zu den höchsten Ehren der Wissenschaft“ (Julius Rodenberg) und führte im April 1874 zu Spittas Berufung als Oberlehrer an die Leipziger Nikolaischule. Gemeinsam mit Heinrich von Herzogenberg, Franz von Holstein und Alfred Volkland gründete er dort den Leipziger Bachverein.
Am 6. April 1875 übernahm Spitta die Stelle des zweiten ständigen Secretärs der Königlichen Akademie der Künste in Berlin. Am 14. April 1875 erfolgte die nebenamtliche Ernennung zum Universitätsprofessor und zum Lehrer für Musik an der Königlich akademischen Hochschule für Musik, deren stellvertretender Direktor er am 1. Oktober 1882 wurde. Ab 15. Juni 1882 gehörte er dem Direktorium als „Vorsteher der gesammten Verwaltung der Königl. Hochschule“ an. Gleichzeitig folgte er einem Ruf der Königlichen Friedrich-Wilhelms-Universität auf eine außerordentliche Professur für Musikwissenschaft.
Neben seiner Bach-Biographie wurde er durch eine Gesamtausgabe der Orgelwerke Dietrich Buxtehudes und der Werke von Heinrich Schütz bekannt. Zusammen mit Friedrich Chrysander und Guido Adler gab er ab 1885 die Vierteljahrsschrift für Musikwissenschaft, erscheinend in Leipzig, heraus. Philipp Spitta gilt heute als einer der Begründer der modernen Musikwissenschaft.
Im Alter von 52 Jahren starb er und erhielt ein Ehrengrab der Stadt Berlin auf dem evangelischen Neuen Friedhof der Zwölf-Apostel-Gemeinde am Werdauer Weg 5 in Tempelhof-Schöneberg (Berlin). Nach ihm sind unter anderem die Spittastraße in Berlin-Lichtenberg und in Leipzig-Lindenau und die Philipp-Spitta-Straße in Sondershausen benannt.

## Schriften (Auswahl)
- Quaestiones Vergilianae. Deuerlich, Göttingen 1867; archive.org.
- Johann Sebastian Bach. 2 Bände. Breitkopf & Härtel, Leipzig 1873–1880; 2., unveränderte Auflage ebenda 1916; 3., unveränderte Auflage ebenda 1921 (Band 1: archive.org – Band 2: archive.org).
  - Englische Übersetzung von Clara Bell, John Alexander Fuller Maitland: Johann Sebastian Bach. His Work and Influence on the Music of Germany, 1685–1750. 3 Bde. Novello, London 1884/85 (Band 1: archive.org – Band 2: archive.org – Band 3: archive.org; weitere Auflagen).
- Ueber Johann Sebastian Bach. Leipzig 1879; archive.org.
- Ein Lebensbild Robert Schumann’s. In: Paul Graf Waldersee (Hrsg.): Sammlung Musikalischer Vorträge. Vierte Reihe, Nr. 37/38. Breitkopf und Härtel, Leipzig 1882, S. 1–103; Textarchiv – Internet Archive.
- Musikalische Werke Friedrichs des Großen. Breitkopf und Härtel, Leipzig 1889.
- Zur Musik. Sechzehn Aufsätze. Paetel, Berlin 1892; archive.org.
- Musikgeschichtliche Aufsätze. Paetel, Berlin 1894; archive.org.